# Keen Johnson
Keen Johnson, född 12 januari 1896 i Lyon County, Kentucky, död 7 februari 1970 i Richmond, Kentucky, var en amerikansk demokratisk politiker. Han var Kentuckys viceguvernör 1935–1939 och därefter guvernör 1939–1943.
Johnson deltog i första världskriget i USA:s armé. År 1922 utexaminerades han sedan från University of Kentucky och var verksam som publicist. Han var redaktör för tidningarna Elizabethtown Mirror, Lawrenceburg News och Richmond Register.
Johnson efterträdde 1935 Happy Chandler som viceguvernör. Som viceguvernör tjänstgjorde Johnson under guvernör Chandler. Senator M.M. Logan avled 1939 i ämbetet och Chandler avgick som guvernör. Efter att ha tillträtt guvernörsämbetet utnämnde Johnson Chandler till senaten. I guvernörsvalet 1939 besegrade Johnson republikanen King Swope. Johnson efterträddes 1943 som guvernör av Simeon S. Willis. Mellan 1946 och 1947 tjänstgjorde Johnson som USA:s biträdande arbetsminister.
Johnson avled 1970 och gravsattes på Richmond Cemetery i Richmond i Kentucky.